# Nude (Radiohead)
Nude è una canzone del gruppo inglese dei Radiohead, secondo singolo estratto dall'album In Rainbows il 31 marzo 2008. 

## Descrizione
La canzone è stata scritta nel 1997, quando il gruppo cominciò ad eseguirla durante i concerti. Spesso veniva eseguita dal solo Thom Yorke alla chitarra acustica e il titolo provvisorio era "Big Ideas". Tuttavia una registrazione di Nude non era mai stata inclusa in alcun album dei Radiohead.
L'attuale versione è stata creata da Jonny Greenwood (intro, parte del tema, outro), Thom Yorke (parte del tema) e Colin Greenwood (riff di basso).
Per promuovere la pubblicazione del singolo, il gruppo ha avviato un concorso fra i fan per creare dei remix del brano, resi poi disponibili per il download digitale via iTunes il 1º aprile 2008 e per l'ascolto in streaming su un apposito sito chiamato "radioheadremix".
Nude è entrato nella Billboard Hot 100 alla posizione #37, diventando il secondo singolo del gruppo, dopo Creep, ad essere entrato direttamente nella top 40. Tuttavia il posizionamento del brano nella classifica è stato oggetto di controversie, in quanto le vendite totali potrebbero essere state gonfiate dalla vendita dei vari remix del concorso.
In Italia il singolo ha debuttato alla posizione numero 2.

## Video musicale
Il video di Nude, che vede i cinque componenti del gruppo al rallentatore, è stato creato dal comico inglese Adam Buxton e dal regista Garth Jennings.

## Tracce
7"
1. Nude
2. 4 Minute Warning

CD
1. Nude
2. Down is the New Up
3. 4 Minute Warning

## Classifiche
| Classifica (2008)         | Posizione massima |
| ------------------------- | ----------------- |
| Austria                   | 52                |
| Belgio (Fiandre)          | 12                |
| Belgio (Vallonia)         | 16                |
| Canada                    | 8                 |
| Danimarca                 | 11                |
| Europa                    | 5                 |
| Finlandia                 | 7                 |
| Francia                   | 76                |
| Irlanda                   | 18                |
| Italia                    | 2                 |
| Norvegia                  | 4                 |
| Nuova Zelanda             | 23                |
| Paesi Bassi               | 8                 |
| Regno Unito               | 21                |
| Regno Unito (independent) | 1                 |
| Stati Uniti               | 37                |
| Svezia                    | 25                |